# Seznam hvězd v souhvězdí Vývěvy
Toto je seznam významných hvězd v souhvězdí Vývěvy (Antlia). Hvězdy jsou seřazeny podle zdánlivé magnitudy.